# 時分割多重化
時分割多重化（じぶんかつ たじゅうか、英語：time division multiplexing、略称：TDM）とは、一つの伝送路において、複数の異なる信号を順番に伝送することにより多重化を行う通信方式である。

## 概要

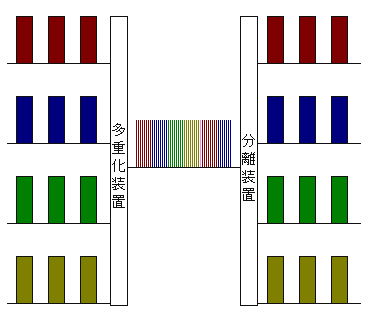
時間分割多重

時分割多重化 (TDM)

時分割多重では複数チャネルのデジタル信号や符号化された音声信号などを、順番に並べて送信していく。例えば、図のように4チャネルの信号を8bitずつ配置していくと、チャネル1（赤）の信号が8bit続いた後にチャネル2（青）の信号が8bit、チャネル3（緑）の信号が8bit、最後にチャネル4（黄）の信号が8bit並んで、またチャネル1の信号から順に配置されていく。このように、各チャネルの信号が決められたビット数ごとに繰り返されることになる。この1巡りのパルス列をフレームといい、繰り返しの周期を示すためにフレームの最初にはフレーム同期パルスが挿入される。
遅延なく伝送するためには、伝送速度は全てのチャンネルの合計値を超えなければならない。例えば1チャネル分の伝送速度が64kbpsの信号が4チャンネルを多重化した場合、伝送速度は4倍の256kbps以上にする必要がある。
送信側では多重化装置（multiplexer）を用いて多重化を行い、伝送路にて伝送を行った後は受信側で分離装置（demultiplexer）を用い、多重化された信号を各チャネルに分ける。
送信側と受信側の同期をとるために同期信号が加えられる。また、衛星通信では干渉を防ぐためガードタイムを設ける。
信号の変調方式には、位相偏移変調や直角位相振幅変調などがある。

## デジタルハイアラーキ（多重化階梯）
実際の通信システムでは周波数分割多重化と同様に階層的に多重化を行う。この事をハイアラーキ（hierarchy）、デジタル信号の場合を特にデジタルハイアラーキ（digital hierarchy）と言う。まず、上のように各チャネルの信号（0次群）において時分割多重を行う。これにおいて生じたデジタル信号を1次群とする。次に、この1次群の多重化信号を数チャネル多重化して2次群信号を形成する。このように順次信号を多重化し、高速のディジタル信号にしていく。デジタル通信網においてはこのようにして多重化された様々な階層の伝送系を必要に応じて接続していくことで構成される。しかし、この階層構造は国によりまちまちであったため、国際間通信の活発化により階層構造を世界的に統一する必要が生じた。その結果、生まれたのが同期デジタルハイアラーキ（synchronous digital hierarchy、略称：SDH）である。

## 経緯
伝送路を能率よく利用するためには複数の信号を同時に伝送する事が考えられる。そのために多重化の手法がいくつか考えられた。
アナログ信号の場合は信号の周波数をずらして配置する周波数分割多重化（FDM）の手法がとられたが、周波数という概念が無いデジタル信号の場合、周波数分割多重化の手法は不可能であった。そこで、デジタル信号を時間的に分割し、多重化していく方法が取られた。